# Быстрый (разъезд, Морозовский район)
Быстрый — населённый пункт (тип: железнодорожный разъезд) в Морозовском районе Ростовской области. Входит в состав Костино-Быстрянского сельского поселения.

## География
Расположен в северо-восточной части области, вблизи административной границы с Волгоградской областью, при разъезде Быстрый Северо-Кавказской железной дороги.

## История
Населённый пункт появился при строительстве железной дороги; здесь жили рабочие, обслуживающий инфраструктуру разъезда и их семьи.

## Население
| 2010 |
| ---- |
| 0    |

## Инфраструктура
Путевое хозяйство Северо-Кавказской железной дороги.

## Транспорт
Доступен автомобильным и железнодорожным транспортом.
В пешей доступности автотрасса Е-40 «Волгоград—Кишинёв», она же А260.